# 阿梅河

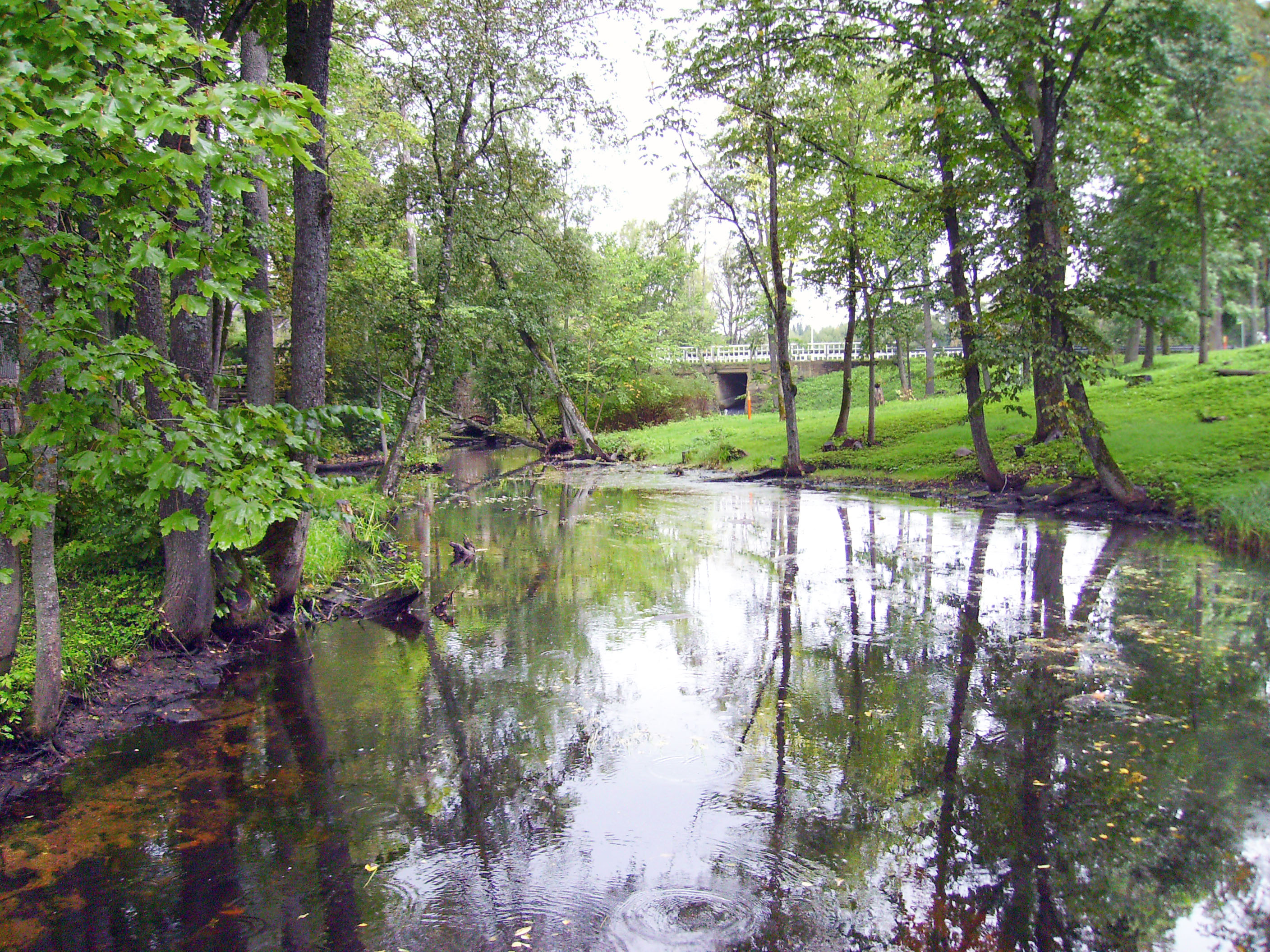
阿梅河

阿梅河是愛沙尼亞的河流，位於該國東部，屬於埃馬河的支流，河道全長59公里，流域面積501平方公里，發源自庫雷馬湖，2006年人口407。
58°27′46.03″N 26°35′58.66″E / 58.4627861°N 26.5996278°E